# Nikola Peak
Der Nikola Peak (englisch; bulgarisch връх Никола wrach Nikola) ist ein 2550 m hoher, spitzer und teilweise unvereister Berg im Hauptkamm der nördlichen Sentinel Range des Ellsworthgebirges im westantarktischen Ellsworthland. Er ragt 3,6 km nordöstlich des Mount Dalrymple, 2,26 km nördlich des Malasar Peak und 2,48 km westsüdwestlich des Duridanov Peak aus einem 9,15 km langen Berggrat auf, der sich vom Mount Dalrymple in ostnordöstlicher Richtung zum Robinson-Pass erstreckt. Der Sabazios-Gletscher liegt nördlich von ihm.
US-amerikanische Wissenschaftler kartierten ihn 1961. Die bulgarische Kommission für Antarktische Geographische Namen benannte ihn 2014 nach dem bulgarischen Rebellenführer Djado Nikola (eigentlich Nikola Filipowski, 1800–1856).